# Bruno von Schuckmann
Pour les articles homonymes, voir Schuckmann.
Bruno Helmut Erich von Schuckmann (20 décembre 1857 - 4 juin 1919) est un haut fonctionnaire allemand, gouverneur du Cameroun de 1891 à 1892 et du Sud-Ouest africain de 1907 à 1910.

## Biographie
Il nait à Rohrbeck en province de Poméranie et appartient à la famille von Schuckmann (de). Juriste, il rejoint la haute fonction publique allemande. De 1888 à 1890, il est affecté au consulat d'Allemagne à Chicago en tant que vice-consul.
Il est ensuite transféré au "Kolonialabteilung des Auswärtigen Amtes". Du 7 août 1891 au 5 janvier 1892, il est gouverneur du Cameroun. De 1896 à 1899, il est consul-général d'Allemagne dans la colonie du Cap.
Il est député du parti conservateur au parlement de Prusse (Landtag) de 1904 à 1907.
Du 20 mai 1907 au 20 juin 1910, il est gouverneur du Sud-Ouest africain. C'est sous son mandat que prennent fin les guerres contre les Héréros et les Namas, que des diamants sont découverts dans la région de Luderitz et que les municipalités sont mises en place. C'est également sous son office que l'administration allemande établit une première présence dans l'est de la bande de Caprivi en février 1909, après avoir fermé le territoire à tout européen non muni d'un mandat spécial. L'autorité allemande y est alors représentée par un contingent militaire de 4 officiers et de 14 policiers indigènes. Le quartier général est établi au bord du fleuve Zambèze dans une localité baptisée Schuckmannsburg (de) en son honneur.
En 1912, Bruno von Schuckmann redevient député au Landtag prussien.